# 7897 Bohuška
7897 Bohuška eller 1995 EL1 är en asteroid i huvudbältet som upptäcktes den 12 mars 1995 av den tjeckiske astronomen Lenka Šarounová vid Ondřejov-observatoriet. Den är uppkallad efter upptäckarens mor, Bohumila Šarounová.
Asteroiden har en diameter på ungefär 8 kilometer.